# Автошлях N9 (ПАР)
Автошлях N9 — національний маршрут у Південній Африці, який з’єднує Джордж з N1 у Колесбергу через Граафф-Рейнет і Мідделбург.

## Маршрут

### Західний Кейп
N9 починається на південний схід від Джорджа в Західній Капській провінції на перетині з N2. Вона проходить одночасно з N12 через центр Джорджа, а потім на північ через перевал Оутеніка. У верхній частині перевалу, на перетині з R62, N9 і N12 розходяться, причому N12 позначається R62 на північ у напрямку до Оудтсхорна, тоді як N9 повертає на схід, позначається R62, і проходить уздовж північної сторони Гори Оутеніка та над перевалом Потьєсберг.
Після 71 кілометра N9 і R62 розділяються, при цьому R62 стає окремою дорогою на схід, тоді як N9 повертає на північ і в'їжджає в місто Юніондейл, а потім стає перевалом Байспорт і прямує далі до Вілловмора на Східному Кейпі.

### Східний Кейп
Від Вілловмора N9 їде через східнокапську провінцію Кару як перевал Пердепорт, через Абердін до Граафф-Рейнет. В Абердіні до N9 з’єднується R61, вони пролягають одночасно через Граафф-Рейнет (де зустрічаються з R63) і протягом наступних 46 кілометрів, перш ніж R61 стане окремою дорогою на схід біля Ньєу-Бетесди.
Далі маршрут пролягає через Граафа-Рейнета і перетинає Sneeuberge через Перевал Наудесберг і Перевал Лутсберг до Мідделбурга, де зустрічається з N10 на південь від центру міста. N10 з’єднується з N9, щоб утворити східну об’їзну дорогу навколо Мідделбурга, а потім виїхати з міста на північ. Після 24 кілометрів паралельної дороги N10 стає власною дорогою на північний захід у напрямку до Де Аар. N9 продовжує рух на північ, в'їжджаючи в Північний Кейп, через Ноупорт і закінчується на перехресті з N1 недалеко від Колесберга (на захід від центру міста).